# Osobliwość (film)
Osobliwość (ang. The Wonder) – amerykańsko-brytyjsko-irlandzki dreszczowiec z 2022 roku w reżyserii Sebastiána Lelio. W głównych rolach wystąpili Florence Pugh, Tom Burke i Kíla Lord Cassidy. Film miał premierę 2 września 2022 roku w ramach Festiwalu Filmowego w Telluride.

## Fabuła
W 1862 roku angielska pielęgniarka Lib Wright zostaje wysłana do irlandzkiego Midlands, gdzie przez okres 15 dni ma obserwować przebywającą tam 11-letnią dziewczynkę, która rzekomo od czterech miesięcy nie spożyła żadnego posiłku. Twierdzi ona, że żyje dzięki „mannie z nieba”. Po przybyciu Lib na miejsce zdrowie dziewczynki zaczyna jednak ulegać pogorszeniu. Pielęgniarka, widząc, co grozi dziewczynie, postanawia dojść do prawdy na temat jej postu.

## Obsada
- Florence Pugh jako Lib Wright
- Tom Burke jako Will Byrne
- Kíla Lord Cassidy(inne języki) jako Anna O’Donnell
- Toby Jones jako dr McBrearty
- Ciarán Hinds jako ksiądz
- Niamh Algar(inne języki) jako Kitty
- Elaine Cassidy jako Rosaleen O’Donnell
- Dermot Crowley jako sir Otway
- Brían F. O’Byrne(inne języki) jako John Flynn
- David Wilmot(inne języki) jako Seán Ryan
- Ruth Bradley(inne języki) jako Maggie Ryan
- Caolan Byrne jako Malachy O’Donnell[1]

## Odbiór

### Reakcja krytyków
Film spotkał się z dobrą reakcją krytyków. W agregatorze recenzji Rotten Tomatoes 87% z 142 recenzji uznano za pozytywne. Z kolei w agregatorze Metacritic średnia ważona ocen z 36 recenzji wyniosła 71 punktów na 100.

## Nagrody i nominacje
| Nagroda                                         | Kategoria | Wynik     |
| ----------------------------------------------- | --- | --------- |
| British Independent Film Awards                 | Najlepszy brytyjski film niezależny (Alice Birch, Andrew Lowe (producent), Ed Guiney, Emma Donoghue, Juliette Howell, Sebastián Lelio, Tessa Ross) | nominacja |
| British Independent Film Awards                 | Najlepszy reżyser (Sebastián Lelio) | nominacja |
| British Independent Film Awards                 | Najlepszy scenariusz (Alice Birch, Emma Donoghue, Sebastián Lelio)                                                                                 | nominacja |
| Międzynarodowy Festiwal Filmowy w San Sebastián | Udział w konkursie głównym (Sebastián Lelio) | nominacja |
| Międzynarodowy Festiwal Filmowy w Toronto       | Nagroda Festiwalowa w sekcji ‘Prezentacje Specjalne’ (‘Special Presentations’) – Udział w sekcji (Sebastián Lelio)                                 | nominacja |